# Flying High Again - The World's Greatest Tribute to Ozzy Osbourne
Flying High Again - The World's Greatest Tribute to Ozzy Osbourne è un album tributo dedicato al cantante Ozzy Osbourne pubblicato nel 2006.
Metà delle tracce provengono dal precedente album tributo Bat Head Soup: A Tribute to Ozzy pubblicato nel 2000 ma ci sono anche nuove cover e la canzone Close My Eyes Forever cantata in coppia con Lita Ford negli anni 80.

## Tracce
1. Mr. Crowley – 4:57
2. Shot in the Dark – 3:39
3. S.A.T.O. – 4:12
4. Bark at the Moon – 4:21
5. Close My Eyes Forever – 5:25
6. Desire – 5:55
7. Crazy Train – 5:16
8. Over the Mountain – 4:37
9. I Don't Know – 5:21
10. Hellraiser – 5:34
11. Revelation (Mother Earth) – 6:00
12. Goodbye to Romance – 7:15

## Artisti partecipanti
- Traccia 1: Tim Owens, Yngwie Malmsteen, Tim Bogert, Tommy Aldridge, Derek Sherinian
- Traccia 2: Children of Bodom
- Traccia 3: Icarus Witch with George Lynch
- Traccia 4: Forever Say Die with Jeff Duncan
- Traccia 5: Lita Ford
- Traccia 6: Lemmy Kilmister, Richie Kotzen, Tony Franklin, Vinnie Colaiuta
- Traccia 7: Dee Snider, Doug Aldrich, Tony Levin, Jason Bonham
- Traccia 8: Mark Slaughter, Brad Gillis, Gary Moon, Eric Singer, Paul Taylor
- Traccia 9: Jack Blades, Reb Beach, Jeff Pilson, Bobby Blotzer, Paul Taylor
- Traccia 10: Joe Lynn Turner, Steve Lukather, Billy Sherwood, Jay Schellen, Paul Taylor
- Traccia 11: Novembers Doom
- Traccia 12: Alex Skolnick Trio